# محمد بوليفة
محمد بوليفة (30 يناير 1955 - 6 أكتوبر 2012) مغن وموسيقي وملحن جزائري. ولد في قرية تيقديدين، بلدية ولاية المغير، في الصحراء الجزائرية. كان يؤدي الأغنية الملتزمة وأحد عازفي العود.

## حياته
نشأ في عائلة محافظة، وحفظ القرآن الكريم وعمره لم يتجاوز 11 سنة. درس المرحلة الابتداية والمتوسطة ببلدية جامعة، لينتقل بعدها إلى مدينة تقرت بولاية ورقلة وهناك أتم تعليمه الثانوي، التحق بمعهد الفنون الدرامية ببرج الكيفان اختصاص منشط ثقافي فنون جميلة سنة 1975، ليتحصل على منحة دراسية للدراسة بالخارج وواصل تكوينه العالي بمهعد الدراسات النغمية ببغداد تخصص آلة العود سنة 1978 ليتخرج سنة 1982 بدرجة جيد جدا كأحسن عازف عود في دفعته، ولتفوقه سميت عليه إحدى قاعات المعهد ببغداد، بعد عودته من العراق عمل كمدرس بمعهد الفنون الدرامية ببرج الكيفان إلى غاية سنة 1996، ثم مؤطرا فنيا بالديوان الوطني للثقافة والاعلام، وفي سنة 1998 أصبح مديرا بالمعهد الجهوي للتكوين الموسيقي بالجزائر.

## مسيرته الفنية
برزت موهبته الفنية منذ الصغر، فقد كان يقوم بإحياء الحفلات الدينية في مسقط رأسه ببلدية جامعة، كما اهتم بالعزف فبدأ بصناعات الآلات الموسيقية يدويًا والعزف عليها كالناي والغيتار وعمره لم يتجاوز 12 سنة، لينضم بعدها إلى أحد الفرق الغنائية المحلية وتتطور مواهبه في العزف والغناء والتلحين.
بعد اتمام الفنان محمد بوليفة دراسته الثانوية أخذ توجهًا أكاديميًا فنيًا بالتحاقه بمعهد الفنون الدرامية ببرج الكيفان، بالتزامن مع دخوله الاذاعة الجزائرية من خلال وصلة بين الخيمة والساقية التي كان دوره فيها تلحين وآداء الأغاني الهادفة، برفقة رفيق دربه الشاعر سليمان جوادي لينتقل بعدها إلى معهد الدراسات النغمية ببغداد وتخصص في آلة العود ودرس على يد كبار عازفي العود ببغداد أمثال الاستاذ بشير منير.
واثر تفوقه في العزف على آلة العود واحتلاله المرتبة الأولى كأفضل عازف في دفعته تم نقله من قسم السنة الأولى إلى السنة الثالثة بعد أن تم تشكيل لجنة من كبار الاساتذة والتي وافقت على ذلك، فقضى في العراق أربع سنوات في التكوين بدل ستة وتخرج بتقدير جيد جدًا.

### الأعمال الفنية الغنائية
لمحمد بوليفة كثيرًا من الأعمال الفنية الغنائية التي كتبها ولحّنها وغناها منها: «لو كل الناس اتحب»، «هيا نتسامح»، «دالة بدالة»، «حتى شي ما فات»
كما لحن لكبار الشعراء أمثال سميح القاسم، سليمان جوادي،  محمود درويش، مفدي زكريا، عز الدين ميهوبي، مالك بوديبة وعاشور فني.
كما غنت له الكثير من الأصوات العربية والجزائرية تحديدًا منها الفنانة الكبيرة وردة الجزائرية، المطربة المصرية مي، المطربة السورية سماهر، المطربة هيام يونس، المطربة زليخة،  الفنان محمد بلفروني، المطرب محمد راشدي والمطربة جهيدة.
بالإضافة إلى تلحينه أغاني وطنية كان الأداء فيها جماعي لعدد من الفنانين مثل «جيشنا» و«بر بحر جو»

## أعماله الاوبيرالية
لم يلحن الفنان محمد بوليفة الأعمال الغنائية فحسب، بل خاض تجربة التلحين الاوبيرالي، ويعد أول ملحن للاوبيرات في الجزائر، ولقيت أعماله نجاحا كبيرا، فلحن اوبيرات قال الشهيد سنو 1993، اوبيرات حيزية سنة 1994، ملحمة الجزائر الكبرى سنة 1994، نوبة في الاندلس سنة 1995، رحلة حب سنة 1996،  اوبيرات علي معاشي سنة 1997، اوبيرات حب وجنون سنة 1999، لوحة غنائية الجزائر سنة 2007، اوبيرات ام الجمال سنة 2011.

## مشاركاته الدولية
شارك الفنان محمد بوليفة بأعماله الفنية في عدة دول عربية وأجنبية نذكر منها فرنسا، كوبا، المملكة العربية السعودية، قطر، البحرين، ليبيا، سوريا، العراق.

## التكريمات
حضي الفنان محمد بوليفة بعديد التكريمات عرفانا له وتقديره لما قدمه للساحة الفنية الجزائرية، من بينها تكريمه من رئيس الجمهورية الجزائرية السابق الشادلي بن جديد سنة 1987، كما تم تكريمه من قبل الهيئة العامة للإذاعة والتلفزيون في الجمهوية العربية السورية سنة 1989، تكريمه من رئيس الجمهورية الجزائرية السيد عبد العزيز بوتفليقة سنة 2000، بالإضافة إلى عديد التكريمات المحلية طيلة مشواره الفني.

## وفاته
توفي عن عمر ناهز 58 عامًا بتاريخ 06 أكتوبر سنة 2012 إثر مرض عضال.